# Lepidanthrax peristigus
Lepidanthrax peristigus är en tvåvingeart som beskrevs av Hall 1976. Lepidanthrax peristigus ingår i släktet Lepidanthrax och familjen svävflugor. Inga underarter finns listade i Catalogue of Life.